# Östervångsskolan
Östervångsskolan är en statlig regional specialskola i Lund. 

## Historik
Skolan byggdes 1869–1871 av Malmöhus och Kristianstads läns landsting och öppnades den 1 september 1871 som Skånes anstalt för döfstumma i Lund. 1938 förstatligades skolan. I samband med att utbildningen på 1960-talet anpassades till den ordinarie grundskolan bytte skolan namn för att inte peka ut eleverna.

## Verksamhet
Sammanlagt fem regionala specialskolor i Sverige vänder sig till barn och ungdomar med hörselnedsättning och har därför en tvåspråkig inriktning (teckenspråk och svenska) samt lägger stor vikt vid akustisk miljö och funktionell hörteknik. Skolan i Lund riktar sig till elever i Skåne, Blekinge, Kalmar och Kronobergs län med cirka 70 elever i årskurserna F-10. I anslutning till skolan finns också elevhem. Skolan drivs av Specialpedagogiska skolmyndigheten.
Undervisningen i Lund har sedan januari 2016 flyttas till om- och nybyggda skollokaler tillsammans med Tunaskolan, varvid skolorna samlokaliseras på Warholms väg 10 i Lund. I och med flytten har Östervångsskolans föregående byggnad köpts av Lunds kommun för att användas till kommunens skolverksamhet.
Den gamla skolbyggnaden är belägen på Galjevången, öster om Botaniska trädgården nära Lunds centrum och byggnadsminnesförklarades den 17 februari 1997.
Kända elever som har gått på Östervångsskolan är Sara Seyffart, Nana Fischer, Tomas Andersson och Viktor Jäderlund.